# Savage Rivale

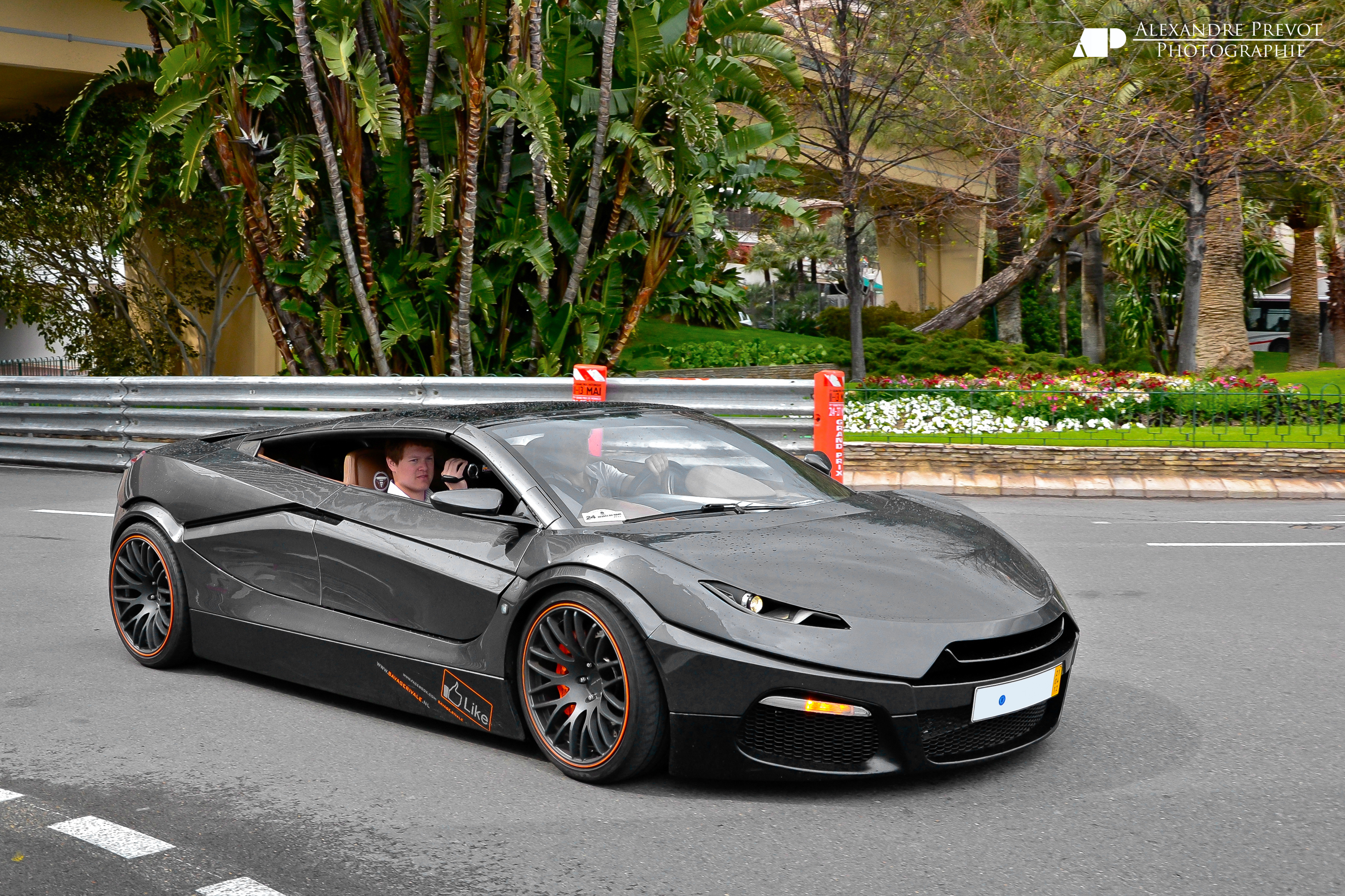
Savage Rivale Roadyacht GTS

Savage Rivale is een Nederlandse designstudio opgericht in 2008. Het bedrijf ontwikkelt op eigen kracht nieuwe autoconcepten.
De Roadyacht GTS was het eerste concept waarmee Savage Rivale bekend werd, een Nederlandse supercar, de Savage Rivale, een vierdeurs cabrio coupé. Het concept is uitgedacht door Emile Pop en Justin de Boer.
Na flinke media aandacht toonde het Japanse bedrijf GLM in 2015 interesse om het model in een grotere oplage te gaan produceren maar dan met een elektrische aandrijflijn, de GLM G4.
Na diverse omzwervingen concentreert Savage Rivale zich nu  op het nieuwste concept de Coastrunner, een elektrische strand auto zonder de aanwezigheid van deuren, en voorzien van een canvas oprolbaar dak. De auto biedt plaats aan 4 personen.

## Geschiedenis
Emile Pop (1980) kwam op het idee een zelfontworpen supersportwagen te bouwen nadat hij op een slingerende kustweg bij Barcelona was voorbijgereden door een grijnzende bestuurder Porsche 911 4S Cabriolet die er duidelijk plezier in had.
Pop bedacht zich toen dat wanneer hij die Porsche niet kon betalen hij zelf een auto zou moeten gaan bouwen.
Tijdens zijn opleiding Industrieel Product Ontwerp vond hij in Justin de Boer zijn perfecte partner.
Samen enthousiasmeerden ze diverse partners die hen in staat stelde het eerste prototype te realiseren.
Op 1 april 2009 trok Jan Peter Balkenende het doek van het eerste exemplaar tijdens de AutoRai in Amsterdam. Een week later deed Prins Albert de 2e van Monaco dit internationaal op de Top Marques show in Monaco.
Na jaren van investeren en ontwikkelen werd in 2014 de productie en doorontwikkeling gestaakt. Er ontbrak simpelweg €45 miljoen aan kapitaal en de vraag vanuit de markt bleek niet toereikend om dit geld op te halen.

## Specificaties
De Roadyacht GTS heeft de LS3 6.2 liter V8-motor geleend van Corvette en ligt achter de vooras. Hij heeft achterwielaandrijving en een automatische 6-trapstransmissie.
Door de parallel architectuur van de opstelling van de V8-motor is de auto binnenin bijzonder ruim voor zijn externe afmetingen, en is het motorblok te zien in het dashboard.
Het interieur is voorzien van een onderhoudsvrij kunst teak vloer. Achterin bevindt zich een gekoelde champagnebar om de passagiers een echte jet-set ervaring te garanderen.